# Mestosoma bicolor
Mestosoma bicolor är en mångfotingart som beskrevs av Filippo Silvestri 1895. Mestosoma bicolor ingår i släktet Mestosoma och familjen orangeridubbelfotingar. Inga underarter finns listade i Catalogue of Life.